# Arlington Valles
Arlington Valles (Geburtsname: Frederick Arlington Valles; * 4. Mai 1886 in London; † 12. April 1970 in Hollywood, Kalifornien) war ein aus Großbritannien stammender US-amerikanischer Kostümbildner, der 1961 einen Oscar für das beste Kostümdesign gewann und zuvor ein weiteres Mal für diesen Oscar nominiert war.

## Leben
Valles begann seine Laufbahn als Kostümbildner in der Filmwirtschaft Hollywoods 1938 bei dem Film A Christmas Carol und wirkte bis 1960 an der Kostümausstattung von über sechzig Filmen und Fernsehserien mit.
Bei der Oscarverleihung 1951 wurde er zusammen mit Walter Plunkett für den Oscar für das beste Kostümdesign in einem Farbfilm nominiert, und zwar für Das Schicksal der Irene Forsyte (1949) von Compton Bennett mit Errol Flynn, Greer Garson und Walter Pidgeon in den Hauptrollen.
1961 gewann er schließlich gemeinsam mit Bill Thomas den Oscar für das beste Kostümdesign in einem Farbfilm für den Historien- und Monumentalfilm Spartacus (1960) von Stanley Kubrick mit Kirk Douglas, Laurence Olivier und Jean Simmons. Spartacus war zugleich der letzte Film, an dessen Herstellung Valles mitarbeitete.

## Filmografie (Auswahl)
- 1938: A Christmas Carol
- 1939: Die Abenteuer des Huckleberry Finn (The Adventures of Huckleberry Finn)
- 1939: Bad Little Angel
- 1944: Kleines Mädchen, großes Herz (National Velvet)
- 1944: Drachensaat (Dragon Seed)
- 1945: Das Bildnis des Dorian Gray (The Picture of Dorian Gray)
- 1945: Abott und Costello in Hollywood (Bud Abbott and Lou Costello in Hollywood)
- 1946: The Harvey Girls
- 1946: Endlos ist die Prärie (The Sea of Grass)
- 1946: Die Wildnis ruft (The Yearling)
- 1946: Bis die Wolken vorüberzieh’n (Till the Clouds Roll By)
- 1946: Ball in der Botschaft (Holiday in Mexico)
- 1946: Eine Falle für den Banditen (Bad Bascomb)
- 1947: Good News
- 1947: Bezaubernde Lippen (This Time for Keeps)
- 1947: Hoppla, hier kommt Merton! (Merton of the Movies)
- 1948: Lassies Heimat (Hills of Home)
- 1948: Osterspaziergang (Easter Parade)
- 1948: Der Superspion (A Southern Yankee)
- 1948: Liebe an Bord (Luxury Liner)
- 1949: Kuß um Mitternacht (That Midnight Kiss)
- 1949: Spiel zu dritt (Take Me Out to the Ball Game)
- 1950: Kim – Geheimdienst in Indien (Rudyard Kipling’s Kim)
- 1951: Die Taverne von New Orleans (Adventures of Captain Fabian)
- 1956: Captain Video and His Cartoon Rangers (Fernsehserie)
- 1960: Spartacus

## Auszeichnungen
- 1961: Oscar für das beste Kostümdesign in einem Farbfilm